# تيرينس ميرفي (سياسي)
تيرينس ميرفي هو قاضي وسياسي كندي، ولد في 19 أكتوبر 1926 في سو ساينت ماري في كندا، وتوفي في 12 يوليو 2008. حزبياً، نشط في الحزب الليبرالي الكندي. وقد انتخب عضو مجلس العموم الكندي.